# Ivica Bančić
Ivica Bančić (* 29. Oktober 1971 in Split) ist ein ehemaliger kroatischer Fußballspieler, der sowohl für kroatische als auch für niederklassige deutsche Vereine spielte. Er betreibt ein Modegeschäft in Düsseldorf. 

## Karriere
Bančić begann seine Fußballerlaufbahn bei RNK Split, bevor er 1995 zu HNK Dubrovnik wechselte. Zur Saison 1996/97 wechselte er nach Deutschland und schloss sich dem VfB Leipzig in der 2. Bundesliga an, wo er sich als feste Größe in der Abwehr etablierte.
Die folgende Saison 1997/98 in der 2. Bundesliga beendete der VfB Leipzig auf dem 15. Platz und stieg in die Regionalliga Nordost ab. Bančićs ging den Weg mit in die Regionalliga und blieb bis 1999 beim Verein.
Nach einem kurzen Intermezzo beim VFC Plauen im Jahr 2000 ebenfalls in der Regionalliga Nordost war Bančić bis zu seinem Karriereende 2002 in der Regionalliga Süd beim FC Rot-Weiß Erfurt aktiv. Mit Erfurt gewann er 2000/01 und 2001/02 den Landespokal Thüringen. Die Landespokalsiege berechtigten jeweils zum Start im DFB-Pokal. In der Saison 2000/01 trat Bančić mit Erfurt gegen den SSV Ulm 1846 an und unterlag mit 0:2. Ein Jahr später, in der 2001/02, kämpfte man in der ersten Runde gegen LR Ahlen und gewann im Elfmeterschießen mit 11:9, nachdem das eigentliche Spiel 0:0 endete. In der zweiten Runde scheiterte Erfurt knapp mit 1:2 nach Verlängerung am Bundesligisten Hertha BSC.

## Erfolge
FC Rot-Weiß Erfurt
- Thüringer Landespokal: 2000/01, 2001/02